# Jože Čar
Jože Čar, slovenski geolog, * 23. april 1942, Idrija.
Diplomiral je 1968 na ljubljanski Fakulteti za naravoslovje in tehnologijo in prav tam 1985 tudi doktoriral. Po diplomi je kot geolog delal v idrijskem rudniku živega srebra, v letih 1977−1985 je bil strokovni sodelavec Inštituta za raziskovanje krasa ZRC SAZU v Postojni, nato glavni geolog Razvojno-projektivnega centra Idrija. V raziskovalnem delu se je posvetil strukturnim, sedimentološkim in stratigrafskim problemom v idrijskem rudišču in okolici. Napisal je več razprav in poljudnoznanstvenih člankov in vrsto drugih prispevkov.